# 大鸚鯛
大鸚鯛，為輻鰭魚綱鱸形目隆頭魚亞目鸚哥魚科的其中一種，分布於西南大西洋的巴西海域，棲息深度1-30公尺，體長可達39分，棲息在珊瑚礁及岩礁區，以藻類為食。